# Jean-Baptiste Veillet-Dufrêche
Pour les articles homonymes, voir Veillet.
Jean-Baptiste Veillet-Dufrêche, né le 16 novembre 1838 à Moncontour (Côtes-du-Nord) et mort le 13 décembre 1892 à Saint-Brieuc (Côtes-du-Nord), est un homme politique français.

## Biographie
Jean-Baptiste François Mathurin Veillet-Dufrêche est le fils de Jean-Baptiste Veillet-Dufrêche (1802-1874), maître de forges et maire de Moncontour, et Victorine Allenou. Il a pour oncle Jean-Marie Allenou. Son frère est le gendre de Louis Monjaret de Kerjégu et il a pour beau-frère le maire de Quintin Jean Garnier-Bodéléac, mariée à une de ses sœurs.
Candidat conservateur aux élections législatives de 1876 dans la circonscription de Loudéac, il devient député à l'issue du second tour en battant le député sortant (élu au scrutin départemental en 1871) Eugène Carré-Kérisouët. Son élection est cependant invalidée et il est lui-même battu par son adversaire lors du scrutin d'avril. de nouveau candidat à la députation en 1877, il est parrainé par le maréchal de Mac-Mahon. Réélu, son élection est invalidée. Il est de nouveau battu lors du scrutin de 1878 face au républicain Charles de Janzé. Il se concentre alors sur ses activités professionnelles. En 1884, il est élu maire de Coëtlogon, mandat qu'il conserve jusqu'en 1892, date de sa mort.

## Famille
La famille Veillet est originaire de Moncontour, dans les Côtes-d'Armor. Elle a pris une part importante dans l'essor du commerce du cuir en Bretagne au XVIe siècle et détenait les manufactures et tanneries de Moncontour, carrefour commercial d'où les cuirs étaient exportés dans les pays voisins. La fabrication des cuirs dans les manufactures de Moncontour est prouvée par traces écrites à partir du XVe siècle mais était certainement en activité avant. On trouve des cuirs estampillés Veillet-La-Vallée et frappés des armoiries commerciales (veilleuse en chef au-dessus des trois oies) jusqu'à Cadix en Espagne.

### Branches
La famille Veillet est composée de plusieurs branches :
- Veillet-Dufrêche, branche ainée, ils habitent la ville de Moncontour dès le XVe siècle et habitent successivement l'ancien l'hôtel Veillet du Frêche et le nouveau hôtel Veillet-Dufrêche datant du XVIIIe siècle et classé aux monuments historiques ainsi que différents châteaux. Cette lignée donnera de nombreux hommes politiques, maires de la ville de Moncontour et députés monarchistes tel que Jean-Baptiste Veillet-Dufrêche, maire de la Ville de Moncontour puis député conservateur pendant la 3e république. Elle a donné également le diplomate Paul Mathurin Veillet-Dufrêche.
- Veillet-Lavallée, branche historiquement propriétaire des manufactures de cuir de Moncontour ayant pris un rôle important dans l'essor de l'industrie du cuir et de son commerce en Bretagne. Elle est propriétaire au XVe siècle de la première seigneurie de La Vallée proche de Plumaudan puis au XVIe siècle de la seigneurie du même nom à Moncontour. C'est la dernière branche subsistante. Elle donnera à la France des industriels bretons, des capitaines de navires[3], armateurs, officiers de Marine, des diplomates et universitaires, de nombreux religieux et religieuses dont[4], la Révérende Mère Marie-Jeanne Veillet-Lavallée[5], fondatrice des Sœurs de l’Immaculée du Mont-Carmel à Chateaubriand puis à Sainte Marie-sur-Mer, devenu laïc en 1979 et dénommé dès lors "Les Cèdres Bleus".
- Veillet de Haut-Champ, lignée éteinte à la Révolution française.[Information douteuse]
- Veillet-Grandmaison

## Sources
- « Jean-Baptiste Veillet-Dufrêche », dans Adolphe Robert et Gaston Cougny, Dictionnaire des parlementaires français, Edgar Bourloton, 1889-1891 [détail de l’édition]